# Level-5
Level-5 Inc. (яп. 株式会社レベルファイブ Кабусики-гайся Рэбэру Файбу) — японская компания с главным офисом в городе Фукуока, занимающаяся изданием и производством компьютерных игр. Штат сотрудников составляет около двухсот человек, основана в 1998 году предпринимателем Акихиро Хино, который решил создать собственную студию после увольнения из ныне несуществующей конторы Riverhillsoft. Хино отвечает за дизайн, планирование и продюсирование всех игр Level-5, занимая одновременно с этим должность президента и CEO компании.
С момента основания Level-5 плотно сотрудничает с издателем Sony Computer Entertainment — многие проекты реализовывались при их обоюдном участии. В последнее время, однако, они всё больше стремятся к самостоятельному изданию игр, особенно после громкого успеха приключенческой игры Professor Layton and the Curious Village.

## История
Первая серьёзная игра вышла с конвейера Level-5 в марте 2000 года. Это был ролевой экшн Dark Cloud для приставки PlayStation 2, созданный в тесном сотрудничестве с Sony Computer Entertainment. После него началась разработка сиквела Dark Chronicle, выпущенного в Северной Америке под названием Dark Cloud 2. Получив в игровой индустрии некоторую известность, в 2002 году компания получила сразу три заказа на производство игр с крупным бюджетом. Прежде всего, это игра Dragon Quest VIII: Journey of the Cursed King, созданная для Square Enix при участии команды знаменитого геймдизайнера Юдзи Хории. Кроме того, по просьбе своих партнёров из Sony Computer Entertainment они взяли на себя инновационную ролевую игру Rogue Galaxy, а позже приступили к разработке многопользовательской True Fantasy Live Online для Microsoft. Последняя в итоге всё же была отменена.
В начале 2007 года компания впервые разработала и своими силами выпустила первую полностью собственную игру, Professor Layton and the Curious Village, продажи которой составили более 700 тысяч копий, что позволило разработчикам освободиться от сторонних издателей и заняться выпуском собственных игр самостоятельно. В последние годы компания сконцентрировала свою деятельность на портативных консолях Nintendo, в частности, ею было создано несколько игр серии футбольных симуляторов Inazuma Eleven, для карманной Nintendo DS появилась ещё одна игра в сотрудничестве с Хории — Dragon Quest IX: Sentinels of the Starry Skies, получившая максимальную оценку журнала Famitsu, не менее известна ролевая White Knight Chronicles 2008 года. В 2011 году к штату компании присоединился знаменитый геймдизайнер Ясуми Мацуно, создатель Ивалиса и ряда известных проектов Square Enix. Однако он покинул компанию после окончания разработки игры Crimson Shroud.

## Игры

### PlayStation 2
- Dark Cloud (2000)
- Dark Chronicle (2002)
- Dragon Quest VIII: Journey of the Cursed King (2004)
- Rogue Galaxy (2005)
- Rogue Galaxy: Director’s Cut (2007)

### PlayStation Portable
- Jeanne d'Arc (2006)
- White Knight Chronicles (2009)
- Danbōru Senki (2011)

### Nintendo DS
Professor Layton
- Professor Layton and the Curious Village (2007)
- Professor Layton and the Diabolical Box (2007)
- Professor Layton and the Unwound Future (2008)
- Professor Layton and the Last Specter (2009)

Inazuma Eleven
- Inazuma Eleven (2008)
- Inazuma Eleven 2 Kyoui no Shinryakusha: Blizzard (2009)
- Inazuma Eleven 2: Kyoui no Shinryokusha: Fire (2009)
- Inazuma Eleven 3: Challenge the World: Bomber (2010)
- Inazuma Eleven 3: Challenge the World: Spark (2010)
- Inazuma Eleven 3: Challenge the World: The Ogre (2010)

Atamania
- Sloan to McHale Nazo no Monogatari (2009)
- Sloan to McHale Nazo no Monogatari 2 (2009)
- Tago Akira no Atama no Taisou Dai-1-Shuu: Nazotoki Sekai Isshuu Ryokou (2009)
- Tago Akira no Atama no Taisou Dai-2-Shuu: Ginga Oudan Nazotoki Adventure (2009)
- Tago Akira no Atama no Taisou Dai-3-Shuu (2009)
- Tago Akira no Atama no Taisou Dai-4-Shuu (2009)
- Mystery Room (2011)

Прочие
- Dragon Quest IX: Sentinels of the Starry Skies (2009)
- Ni no Kuni: Shikkoku no Madōshi (2010)

### PlayStation 3
- White Knight Chronicles (2008)
- White Knight Chronicles EX Edition (2009)
- White Knight Chronicles II[7] (2010)
- Ni no Kuni: Shiroki Seihai no Joō (2011)

### PlayStation 4
- Ni no Kuni II: Revenant Kingdom (2018)
- Ni no Kuni III (TBA)

### Wii
- Inazuma Eleven Strikers (2011)

### Nintendo 3DS
- Professor Layton and the Miracle Mask (2012)
- Professor Layton vs. Ace Attorney (2013)
- Inazuma Eleven GO (2011)
- Fantasy Life (2012)
- Time Travelers (2012)
- Kyabajoppi (TBA)
- Liberation Maiden (2012, eShop)
- AERO PORTER (2012, eShop)
- CRIMSON SHROUD (2012, eShop)
- Professor Layton and the Azran Legacy (2013)
- Attack of the Friday Monsters! A Tokyo Story (2013, eShop)
- Bugs vs. Tanks! (2013, eShop)
- The Starship Damrey (2013, eShop)
- Yo-kai Watch (2013)

### PlayStation Vita
- Time Travelers (2012)
- Danball Senki W (2012)

### iOS
- Layton Brothers: Mystery Room (2012)
- Liberation Maiden (2013)
- Earth Devastating B-Rank Girlfriend (2013)
- Devil Station (2013)
- Wonderflick (2013)

### Android
- Earth Devastating B-Rank Girlfriend (2013)
- Devil Station (2013)
- Wonderflick (2013)

### ROID
- Sloan and McHale's Mystery Story (2009)
- Layton-kyōju to Shi-kyō no kan (2009)
- Chara Jo Pe (2009)
- Yuuenchi wo Tsukurou Revolution (2009)
- Treasure Island (2009)
- Elf the Dragon (2009)
- Inazuma Eleven Future (2009)
- Professor Layton's London Life (2009)
- Ni no Kuni Hotroit Stories (2010)
- Danboard Senki (2011)
- Inazuma Eleven Dash (2011)

### Windows
- Ni no Kuni II: Revenant Kingdom (2018)
- Ni no Kuni Wrath of the White Witch™ Remastered (2019)

### Сериалы
- Inazuma Eleven (2008)
- Inazuma Eleven GO (2011)
- Danball Senki (2011)
- Mobile Suit Gundam AGE (2011, совместно с компанией Sunrise)

### Фильмы
- Professor Layton and the Eternal Diva (2009)
- Inazuma Eleven: Saikyō Gundan Ogre Shūrai  (2010)

### Отменённые
- True Fantasy Live Online (Xbox)
- Ushiro (PSP)